# Kourouma
Kourouma is een gemeente (commune) in de regio Sikasso in Mali. De gemeente telt 14.700 inwoners (2009).
De gemeente bestaat uit de volgende plaatsen:
- Diélé
- Dougoubala
- Fôh
- Kougouala
- Kourouma
- Niagnéguéla
- Nizérébougou
- Tiogola
- Zaniéguébougou
- Zaniénani